# Concepción Arenal
Concepción Arenal (El Ferrol, 1820 – Vigo, 1893) è stata una poetessa spagnola.
Fu autrice, tra le altre, delle opere Le beneficiencia, la filantropia, y la caridad (1861), Cartas a los delincuentes (1865) e Cartas a un obrero y a un señor (1880).